# 8617 Fellous
8617 Fellous eller 1980 PW är en asteroid i huvudbältet som upptäcktes den 6 augusti 1980 av den tjeckiske astronomen Zdeňka Vávrová vid Kleť-observatoriet. Den är uppkallad efter Jean-Louis Fellous.
Asteroiden har en diameter på ungefär 5 kilometer.